# سامادی
سامادی (به پالی و سانسکریت: समाधि)، یعنی ترکیب بخشیدن به تفکری که در آن اندیشه، عین ذات شیء معلوم می‌گردد و بجز همان شیء، محتوی دیگری ندارد. سامادی هدف غائی حالت تفکر و مراقبه است؛ و به فنا، وصال مطلق و استغراق در ذات خویش تعبیر شده‌است.
در واقع این اتحاد و این پیوست به اصل و به واقعیت باطن خود، هنگامی تحقق می‌پذیرد که یوگی به کنه وجود خویش پی ببرد، یعنی در کنه راز درون مستغرق شود و واقعیت باطنی و لایتناهی خویش را بشکافد. البته سامادی مراتب بسیار دارد و مرتبهٔ ممتاز آن مقام «زنده آزادی» و بقای سرمدی است.
تمرکز بودیسم بر خودکاوی به معنای بی‌اعتنایی به جامعه نیست.در مکتب مَهایانَه، بودیساتوا پس از رشد فردی به یاری دیگران می‌شتابد.جنبش‌های مدنی موسوم به «بودیسم درگیر» نشانگر توجه بوداییان به مسائل اجتماعی است.

### کتب
- داریوش شایگان، هندوییسم و تصوف: زندگی و آثار شاهزاده محمد دارا شکوه، مترجم جمشید ارجمند، مجله: بخارا» آذر و اسفند ۱۳۸۰ - شماره ۲۱ و ۲۲ (۱۹ صفحه - از ۳۲۴ تا ۳۴۲)
- لانداو، جاناتان، بودیان، استفان، و بونمان، گودرون. ۲۰۱۹. بوداگرایی به‌زبان آدمیزاد. [به انگلیسی.] ویرایش دوم. فور دامیز.